# Селіверстово
Селіве́рстово (рос. Селивёрстово) — село у складі Волчихинського району Алтайського краю, Росія. Адміністративний центр та єдиний населений пункт Селіверстовської сільської ради.

## Населення
Населення — 829 осіб (2010; 1031 у 2002).
Національний склад (станом на 2002 рік):
- росіяни — 97 %